# ورانب
ورانب (به لاتین: Wyrąb) یک روستا در لهستان است که در گمینا سوکوووف پودلاسکی واقع شده‌است.